# Клейтон (округ Полк, Вісконсин)
Клейтон (англ. Clayton) — місто (англ. town) в США, в окрузі Полк штату Вісконсин. Населення — 958 осіб (2020).

## Демографія
Згідно з переписом 2010 року, у місті мешкало 975 осіб у 388 домогосподарствах у складі 282 родин. Було 470 помешкань
Расовий склад населення:
| - 99,1 % — білих - 0,5 % — корінних американців - 0,1 % — азіатів |

До двох чи більше рас належало 0,1 %. Частка іспаномовних становила 0,7 % від усіх жителів.
За віковим діапазоном населення розподілялося таким чином: 24,1 % — особи молодші 18 років, 61,8 % — особи у віці 18—64 років, 14,1 % — особи у віці 65 років та старші. Медіана віку мешканця становила 41,8 року. На 100 осіб жіночої статі у місті припадало 110,1 чоловіків;  на 100 жінок у віці від 18 років та старших — 106,1 чоловіків також старших 18 років.
Середній дохід на одне домашнє господарство  становив 67 037 доларів США (медіана — 56 250), а середній дохід на одну сім'ю — 77 848 доларів (медіана — 71 500). Медіана доходів становила 48 462 долари для чоловіків та 42 083 долари для жінок. За межею бідності перебувало 7,4 % осіб, у тому числі 10,8 % дітей у віці до 18 років та 4,3 % осіб у віці 65 років та старших.
Цивільне працевлаштоване населення становило 507 осіб. Основні галузі зайнятості: виробництво — 25,4 %, освіта, охорона здоров'я та соціальна допомога — 24,7 %, будівництво — 12,2 %, мистецтво, розваги та відпочинок — 9,5 %.